# Forza Horizon 2
Forza Horizon 2 é um jogo de corrida arcade da franquia Forza exclusivo da Microsoft, o jogo é o segundo da franquia para Xbox 360 e o primeiro para Xbox One. Forza Horizon 2 é um jogo de mundo aberto e tem como cenário a partes da Itália e França, o mapa do jogo é quase 2 vezes maior do que o do seu antecessor onde o jogador pode explora-lo com os melhores carros.
A principal diferença que Forza Horizon 2 tem com seu antecessor, é o clima que o jogo apresenta: além de um dia nebulento, há diversas intensidades de chuvas e neblinas, a versão do Xbox 360 não conta com clima de chuva e nem com os drivatar, assim como o seu antecessor Forza horizon 2 foi removido da loja em 30 de setembro de 2018, e sua versão de Xbox 360 também foi removida.

## Jogabilidade
Forza Horizon 2 oferece um mundo aberto, dinâmico e detalhado com diferentes climas e passagem de tempo.
O jogador pode até mesmo ignorar a linha principal do jogo e se aventurar pelo mundo aberto permeado de desafios e segredos. O jogo oferece mais de 200 carros e 168 eventos (cada um com diversas corridas), além de interatividade online, desafios, e corridas de exibições.

### Ambientação
Forza Horizon 2 se passa ao sul da França e ao norte da Itália e possui um vasto ambiente com diversos locais para visitar, como: Aeroportos; Plantações; Pistas de pouso; Celeiros e etc.
No jogo há diversos coletáveis que te oferecem alguma recompensa: placas que te dão experiências e descontos ao serem atropeladas, veículos raros escondidos em celeiros e até mesmo atalhos para serem usados durante as corridas.
Um ponto forte (e uma novidade) em Forza Horizon, é a dinâmica no mundo aberto, que oferece variedades de climas e passagem de tempo, o jogo agora oferece corridas noturnas que mudam significativamente a experiência em jogo. As tempestades são representadas com minuciosidade, a água seca de maneira realista, formam poças e preenchem as rachaduras no asfalto. A chuva não só detalha o ambiente, mas também afeta a aderência do veículo.

### Lista de experiências
Lista de experiências é o modo de jogo de Forza Horizon 2 que consiste em desafios específicos que testam a habilidade do jogador. Os desafios presentes no modo são ativados ao entrar em determinados carros no cenário e variam de acordo com eles.

### Corridas de exibição
Corridas de exibição são corridas com desafios que ao final recompensam o jogador com um carro, além de corridas contra outros automóveis as corridas também são feitas contra: trens, aviões e helicópteros. São provas mais acirradas e difíceis do que os eventos comuns presentes em Forza 2.

### Pontos de experiência
Forza Horizon 2 também tem um sistema de experiências, quando o jogador executa manobras ganha mais desses pontos, manobras feitas em sequências multiplicam o valor da experiência ganha no final delas. Ao completar um nível o jogador pode ainda ganhar carros e bônus em dinheiro.

## Interatividade Online
Boa parte, senão a maior parte do foco de Forza Horizon 2 está em sua conectividade online, além do multiplayer, o jogo também recolhe várias informações sobre o jogador, desde os pontos de experiências às ruas percorridas são registradas online. Até mesmo no modo singular o jogo usa a conectividade com a internet por meio do sistema de Drivatars.

### Multiplayer
Não há salas online em Forza Horizon 2, o modo multijogador foi feito de forma que não seja necessário esperar, o jogador pode sair e entrar online com facilidade, apenas com o clique de um botão.
Existem dois modos principais quando online: Road Trips e Free Roam.
No primeiro modo (Road Trips) todos os jogadores se encontram em um mesmo local e competem ao longo do caminho em diversos eventos e carros, parecido com o modo singular só que com uma estrutura um pouco diferenciada.
Em Free Roam as coisas são um pouco diferentes, um jogador é escolhido como líder e pode criar eventos e paradas à sua vontade, entretanto os jogadores são livres para passear pelo cenário.

### Drivatars
Mesmo quando sozinho, o jogador ainda experiencia a conectividade que Forza Horizon 2 tem online. Os Drivatars personificam a inteligência artificial do jogo, o modo com o que seus amigos jogam, a agressividade, a velocidade e o caminho que fazem, são incorporados nos oponentes do modo singular, tornando o jogo menos previsível.

### Forza Hub
Forza Hub é um aplicativo gratuito do jogo que pode ser baixado pela Xbox One Store, o aplicativo permite acessar notícias, anúncios em comunidades e resgatar prêmios mensais. Além disso, o aplicativo também permite criar eventos em Forza Horizon 2 e em Forza Motorsport 5.

## Desenvolvimento

### Escolha do cenário

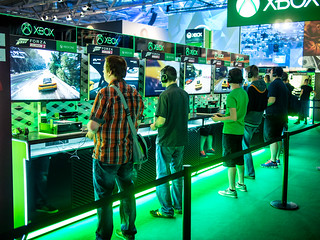
Promoção em Gamescom 2014

Segundo o diretor criativo da Playground Games, a escolha de um novo cenário para a série Forza Horizon, diferente do Colorado, foi intensamente discutido. Ralph Fulton disse que antes da Europa ser escolhida, uma votação foi feita para se eleger, entre 30 opções, o local perfeito; Dentre os locais cogitados estavam também a California e a Austrália.
Segundo Ralph, a escolha de um cenário diferente, distante da América, era necessário não por ser um local ruim, mas muitos dos jogos de mundo aberto se passam lá. A escolha de um lugar mais exótico diferencia Forza Horizon 2 de seus antecessores e até mesmo de outros jogos do estilo.

### Diferenças entre os consoles
Forza Horizon 2 foi desenvolvido para Xbox One e Xbox 360, entretanto a diferença entre as duas versões são mais que significativas. Desde a produtora à engine se diferenciam entre as versões do jogo. Forza Horizon 2 para Xbox One foi produzido pela Playground Games usando a engine Forza 5 enquanto para Xbox 360 usa a engine Forza Horizon e foi produzido pela Sumo Digital.
Climas: Enquanto no Xbox One, Forza Horizon tem climas e tempos dinâmicos, a versão do jogo para Xbox 360 possuiu apenas passagem de tempo.
Carros: Todos os carros do jogo foram criados especialmente para Xbox One, portanto alguns carros estão presentes apenas nessa versão do jogo.
Interatividade Online: Além dos Drivatars, Forza Horizon 2 para Xbox One possui a vantagem de conexão instantânea, sem qualquer espera, ao pressionar de um botão, os jogadores se encontram online.

### Trilha Sonora
A trilha sonora de Forza Horizon 2, assim como em seu antecessor, fica a cargo do DJ britânico Rob Da Bank, que apresenta agora um repertório maior.
Segundo Da Bank o maior desafio em Forza Horizon foi escolher as músicas certas para as diferentes rádios, segundo o mesmo foram escolhidas para incorporar o repertório músicas que fossem relevantes durante meses a até anos.
Existem sete estações de rádios em Forza Horizon 2 que tocam diferentes estilos musicais e até mesmo dão dicas ao jogador. As estações são: Horizon Pulse (musica pop), Nu-disco (música eletrônica), Horizon Bass Arena (House music, eletrônica e techno, Horizon XS (bandas indies e rock alternativo), Hospital Records (bandas londrinas), Innovative Leisure Radio (bandas indies de Los Angeles), Ninja Tune Radio (bandas britânicas) e Radio Levante de música clássica.

## Recepção
Forza Horizon 2 vendeu 366,457 unidades em sua primeira semana, sendo responsável pela maior parte das vendas sua versão para Xbox One, que vendeu (em sua primeira semana) 256.956 unidades, enquanto foram vendidas pouco mais de 100000 unidades para o Xbox 360.

### Xbox One
A versão do jogo para Xbox One foi bem aclamada pela crítica especializada e o jogador comum, recebeu a média de 86% no Metacritic e boas reviews em sites bem acessados como IGN e GameSpot.
Quanto aos pontos positivos são destacados na IGN a boa ambientação e a interatividade online, a GameSpot se focou no detalhismo e na atmosfera excitante do jogo.
Apesar do público e da critica criticar o modo campanha dizendo que é o mesmo do antecessor.

### Xbox 360
Forza Horizon 2 para Xbox 360 foi duramente criticado pelos consumidores em sites como GameStop e Metacritic.
Já a critica especializada praticamente ignorou essa versão em suas análises, no site Metacritics não foi registrada nenhuma análise da crítica especializada para o jogo.